# Hamistagan
Nel testo zoroastriano del IX secolo Dadestan-i Denig ("Decisioni Religiose") l'hamistagan è un luogo o uno stato in cui le anime di chi in vita ha commesso lo stesso numero di buone e cattive azioni attendono il Giorno del Giudizio. Nel frattempo chi ha agito rettamente prova la beatitudine, mentre chi ha agito malvagiamente soffre atroci tormenti. 

## Hamistagan e Purgatorio
L'Hamistagan può essere paragonato al Purgatorio, anche se non coincidono. Entrambi sono a metà tra il Paradiso e l'Inferno. Però l'Hamistagan è un luogo di attesa, mentre il Purgatorio è un luogo di purificazione. Un parallelo può essere rintracciato nel Limbo.